# Yvan Chiffre
Pour les articles homonymes, voir Chiffre (homonymie).
 (septembre 2016).
Si vous disposez d'ouvrages ou d'articles de référence ou si vous connaissez des sites web de qualité traitant du thème abordé ici, merci de compléter l'article en donnant les références utiles à sa vérifiabilité et en les liant à la section « Notes et références ».
Yvan Chiffre, né (Yvan Lucien Chiffre) le 3 mars 1936 à Rousson (Gard) et mort le 27 septembre 2016 à Adissan (Hérault), est un cascadeur français spécialisé dans les combats à l'arme blanche.
Il s'occupe des cascades de nombreux films. Il apparaît fréquemment dans ceux-ci comme figurant ou petit rôle.

## Biographie
Après avoir mis en scène les cascades de Les Quatre Charlots mousquetaires, Yvan Chiffre se voit confier la réalisation du prochain film du producteur Christian Fechner, toujours avec Les Charlots, Bons baisers de Hong Kong.
Outre ses activités pour le grand et le petit écran, il a parcouru la France avec son spectacle médiéval Les Chevaliers du Temps (fin des années 1970) auquel participa notamment le troubadour moderne Maurice de la Commanderie.
Il a une fille avec l'actrice Michèle Grellier. Il est le père de Philippe Chiffre, qui est un chef décorateur du cinéma français, de Romain Sherkhan Chiffre, le propriétaire du label de reggae Tiger Records.
En 2017, il apparaît dans un diaporama-hommage de l'Academy of Motion Picture Arts and Sciences aux personnalités disparues en 2016

## Filmographie

### Cascadeur

#### Cinéma
- 1961 : Les Trois Mousquetaires de Bernard Borderie
- 1961 : Le miracle des loups d'André Hunebelle
- 1962 : Le Jour le plus long de Ken Annakin, Andrew Marton, Bernhard Wicki, Gerd Oswald et Darryl F. Zanuck
- 1962 : Les Mystères de Paris d'André Hunebelle
- 1962 : Le Chevalier de Pardaillan de Bernard Borderie
- 1963 : OSS 117 se déchaîne d'André Hunebelle
- 1963 : À toi de faire... mignonne de Bernard Borderie
- 1964 : Françoise ou la Vie conjugale d'André Cayatte
- 1964 : La Tulipe noire (film) de Christian-Jaque
- 1964 : Fantomas d'André Hunebelle
- 1964 : Lucky Jo de Michel Deville
- 1964 : Une souris chez les hommes de Jacques Poitrenaud
- 1964 : Nick Carter va tout casser d'Henri Decoin
- 1964 : Hardi ! Pardaillan de Bernard Borderie
- 1965 : Le Majordome de Jean Delannoy
- 1965 : Ces dames s'en mêlent de Raoul André
- 1965 : Coplan FX 18 casse tout de Riccardo Freda
- 1965 : Le Corniaud de Gérard Oury
- 1965 : Fantomas se déchaîne d'André Hunebelle
- 1965 : Furia à Bahia pour OSS 117  d'André Hunebelle
- 1966 : Opération Opium (The Poppy Is Also a Flower) de Terence Young
- 1966 : Sale temps pour les mouches de Guy Lefranc
- 1966 : La Grande Vadrouille de Gérard Oury
- 1966 : Le Solitaire passe à l'attaque de Ralph Habib
- 1967 : À cœur joie de Serge Bourguignon
- 1968 : À tout casser de John Berry
- 1968 : Les Cracks d'Alex Joffé
- 1969 : Le Clan des Siciliens d'Henri Verneuil
- 1969 : Le Temps des loups de Sergio Gobbi
- 1969 : Z de Costa-Gavras
- 1969 : Borsalino de Jacques Deray
- 1970 : Le Cercle rouge de Jean-Pierre Melville
- 1971 : Doucement les basses de Jacques Deray
- 1974 : Les Quatre Charlots mousquetaires d'André Hunebelle
- 1974 : Les Charlots en folie : À nous quatre Cardinal ! d'André Hunebelle
- 1974 : Borsalino & Co de Jacques Deray
- 1974 : La moutarde me monte au nez de Claude Zidi
- 1974 : Lancelot du lac de Robert Bresson
- 1975 : Zorro de Duccio Tessari
- 1980 : Du blues plein la tête d'Hervé Palud
- 1984 : Cheech & Chong's The Corsican Brothers

#### Télévision
- 1966 : Le Chevalier d'Harmental (feuilleton TV) de Jean-Pierre Decourt
- 1966 : Thierry la Fronde (série TV) de Pierre Goutas

### Réalisateur
- 1975 : Bons Baisers de Hong Kong
- 1984 : Le Fou du roi
- 1989 : President's target

## Spectacles
- 2002 à 2007 : le spectacle du donjon à Montrichard (Loir-et-Cher) ;
- 2005 à 2015 : le spectacle de la tribu de Magda au Mas-d'Azil (Ariège).
- 1996 : réalisation et mise en scène  à Tourcoing 59  de " La Mémoire du Broutteux"    (broutteux  nom  donné aux  tourquennois  qui poussaient les  brouettes chargées  de  textile dans les rues au XIXe siècle !  1 200 participants avec la  voix de Jenny Cléve  Actrice  et Tourquennoise

## Publication
- À l'ombre des stars : 30 ans d'action dans le cinéma, autobiographie, éd. Denoël, Paris, 1992 (263 p. + [16] p. de pl.)  (ISBN 2-207-23973-X)